# 576
576（五百七十六、ごひゃくななじゅうろく）は自然数、また整数において、575の次で577の前の数である。

## 性質
- 576は合成数であり、約数は1, 2, 3, 4, 6, 8, 9, 12, 16, 18, 24, 32, 36, 48, 64, 72, 96, 144, 192, 288, 576である。
  - 約数の和は1651。
  - 140番目の過剰数である。1つ前は572、次は580。
    - 約数の和が奇数になる40番目の数である。1つ前は529、次は578。

  - 約数を21個もつ最小の数である。次は1600。
    - 約数を n 個もつ最小の数とみたとき。1つ前の20個は24、次の22個は3072。(オンライン整数列大辞典の数列 A005179)
- 576 = 242
  - 24番目の平方数である。1つ前は529、次は625。
  - n = 2 のときの 24n の値とみたとき1つ前は24、次は13824。
- 576 = (1 × 2 × 3 × 4)2
  - n = 4 のときの (n!)2 の値とみたとき1つ前は36、次は14400。(オンライン整数列大辞典の数列 A001044)
- 576 = (2 × 12)2
  - n = 12 のときの (2n)2 の値とみたとき1つ前は484、次は676。(オンライン整数列大辞典の数列 A016742)
- 576 = (3 × 8)2
  - n = 8 のときの (3n)2 の値とみたとき1つ前は441、次は729。(オンライン整数列大辞典の数列 A016766)
  - n = 3 のときの (8n)2 の値とみたとき1つ前は256、次は1024。(オンライン整数列大辞典の数列 A017066)
- 576 = (4 × 6)2
  - n = 6 のときの (4n)2 の値とみたとき1つ前は400、次は784。(オンライン整数列大辞典の数列 A016802)
  - n = 5 のときの {(n − 1)(n + 1)}2 の値とみたとき1つ前は225、次は1225。(オンライン整数列大辞典の数列 A099761)
  - n = 4 のときの (6n)2 の値とみたとき1つ前は324、次は900。(オンライン整数列大辞典の数列 A016910)
- 576 = 26 × 32
  - 2つの異なる素因数の積で p 6 × q 2 の形で表せる最小の数である。次は1600。(オンライン整数列大辞典の数列 A189990)
  - 2i × 3 j (i ≧ 1, j ≧ 1) の形で表せる20番目の数である。1つ前は486、次は648。(オンライン整数列大辞典の数列 A033845)
- 576 = 82 × 9 
  - n = 8 のときの n 2(n + 1) の値とみたとき1つ前は392、次は810。(オンライン整数列大辞典の数列 A011379)
- 576 = 9 × 43
  - n = 4 のときの 9 × n 3 の値とみたとき1つ前は243、次は1125。(オンライン整数列大辞典の数列 A244728)
  - n = 3 のときの 9 × 4n の値とみたとき1つ前は144、次は2304。(オンライン整数列大辞典の数列 A002063)
- 576 = 9 × 26
  - n = 6 のときの 9 × 2n の値とみたとき1つ前は288、次は1152。(オンライン整数列大辞典の数列 A001105)
  - 5 + 7 + 6 = 2 × 6 + 3 × 2 より25番目のスミス数である。1つ前は562、次は588。
- 144番目のハーシャッド数である。1つ前は558、次は588。
  - 18を基とする8番目のハーシャッド数である。1つ前は558、次は594。
  - 平方数がハーシャッド数になる12番目の数である。1つ前は441、次は900。
- 13番目の高度トーティエント数。1つ前は480、次は720。
- 5762 + 1 = 331777 であり、n 2 + 1 が素数になる75番目の数である。1つ前は570、次は584。(オンライン整数列大辞典の数列 A005574)
- 576 = 82 + 162 + 162
  - 3つの平方数の和1通りで表せる111番目の数である。1つ前は568、次は580。(オンライン整数列大辞典の数列 A025321)
- 576 = 43 + 83
  - 2つの正の数の立方数の和で表せる31番目の数である。1つ前は559、次は637。(オンライン整数列大辞典の数列 A003325)
  - 異なる2つの正の数の立方数の和で表せる25番目の数である。1つ前は559、次は637。(オンライン整数列大辞典の数列 A024670)
  - n = 3 のときの 4n + 8n の値とみたとき1つ前は80、次は4352。(オンライン整数列大辞典の数列 A063481)
- n = 576 のとき n と n + 1 を並べた数を作ると素数になる。n と n + 1 を並べた数が素数になる74番目の数である。1つ前は572、次は600。(オンライン整数列大辞典の数列 A030457)
- 576 = 252 − 49
  - n = 25 のときの n 2 − 49 の値とみたとき1つ前は527、次は627。(オンライン整数列大辞典の数列 A098848)
- 576 = 262 − 100
  - n = 26 のときの n 2 − 100 の値とみたとき1つ前は525、次は629。(オンライン整数列大辞典の数列 A120071)
- 約数の和が576になる数は11個ある。(210, 282, 310, 322, 345, 357, 382, 385, 497, 517, 527) 約数の和11個で表せる最小の数である。次は1296。
  - 約数の和が576より小さな数で11個ある数はない。1つ前は504 (10個)、次は720 (15個)。
- 各位の和が18になる19番目の数である。1つ前は567、次は585。

## その他 576 に関連すること
- 576は、E96系列の標準数。
- NHK鹿児島第1放送、NHK静岡の浜松支局第1放送、NHK盛岡第1放送大船渡中継局の周波数は576kHz。
- アエロメヒコ航空576便ハイジャック事件は、2009年におきたハイジャック事件。
- おきしお(JDS Okishio, SS-576)は、海上自衛隊の潜水艦。
- マレー(USS Murray, DD-576)は、アメリカ海軍の駆逐艦。
- ダーター(USS Darter, SS-576)は、アメリカ海軍の潜水艦。
- 576iは、アナログテレビ水準の画質を扱う映像規格、数字は縦方向の画素数。